# Scambus planatus
Scambus planatus là một loài tò vò trong họ Ichneumonidae.